# TENVI
TENVI（テンビ）は、ネクソンが運営していたほのぼの系MMORPGである。2008年8月21日にオープンβテストが開始され、同年9月30日に正式サービスが開始された。 プレイは無料。アイテム課金制度を導入していたが2010年1月28日より全無料化した。ガーディアンに乗って戦うという特徴はあったが、クエストを進行していくという点は、他のMMORPGと同じだった。2Dと3Dの組み合わせでゲームを構成していた。
2010年3月31日11時をもって、日本でのサービスは終了した。

## 概要
TENVIは、地球ではないどこかの惑星『パブラワールド』がゲームの舞台となっている。『パブラワールド』にはアンドラス族、タリー族、シルヴァ族の族があり、『パブラワールド』に危機があるため、それぞれガーディアンを持っている。アンドラス族には「ロボット」、タリー族には「スーパーヒーロー」
シルヴァ族には「ドラゴン」がガーディアンである。攻撃は、大きく分けて、2種類あり、『物理攻撃』『魔法攻撃』がある。アンドラス族とタリー族の半分は、『物理攻撃』であり、シルヴァ族はほぼ『魔法攻撃』といっていいくらいである。最初は、炎上した飛行船からチュートリアルが始まる。チュートリアルをクリアすると、レア装備をゲットできる。開放レベルは、1～120。